# Étienne Povillon-Piérard
Pour les articles homonymes, voir Piérard.
Étienne François Xavier Povillon-Piérard, né à Reims le 15 juillet 1773 - mort le 27 octobre 1846 est une personnalité de la ville de Reims. 

## Biographie
Employé aux archives de la ville, érudit il est surtout connu pour sa chronique de la Révolution dans sa ville ainsi que pour l'histoire de Reims et des villages environnant. Il est membre correspondant de la SACSAM de Châlons-sur-Marne. En 1797 il épousait Marie Hélène Piérard.
Il repose au cimetière du Nord.

## Publications

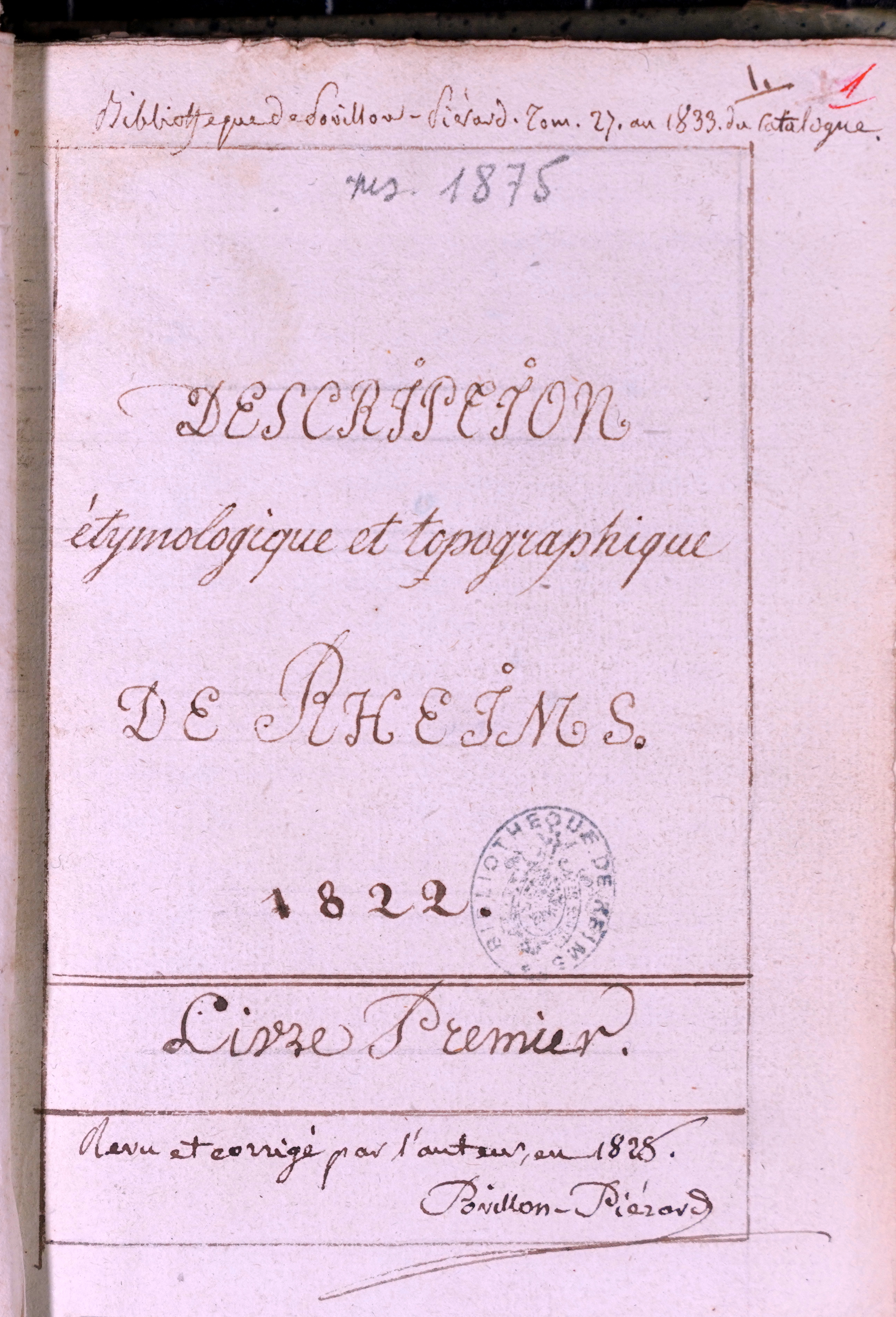
Manuscrit description Rheims.

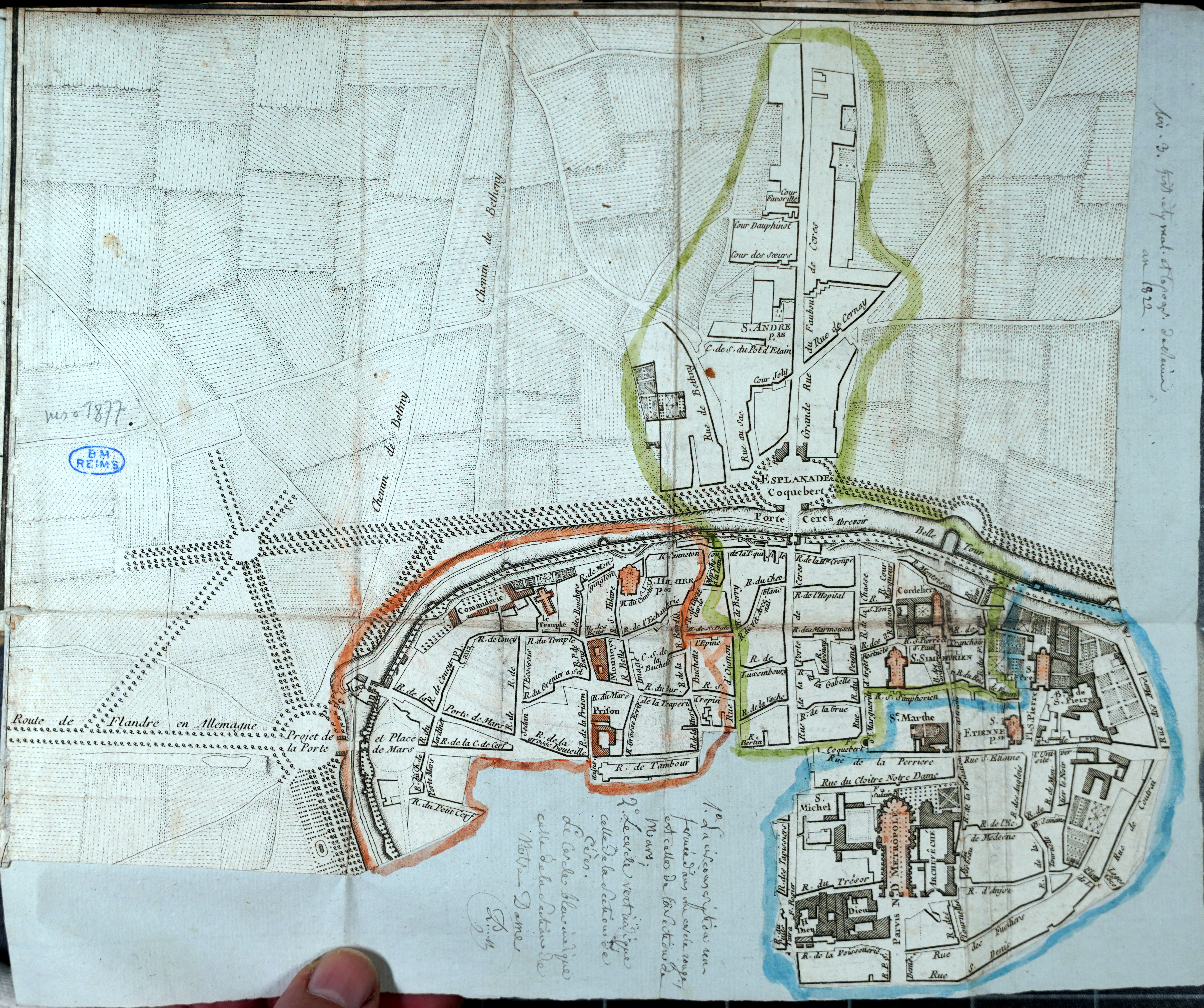
Carte descriptive.

- Description historique de l'église métropolitaine de Notre-Dame de Rheims,  Rheims, Seure-Moreau, 1823.
- Description historique de l'Eglise de Notre-Dame de l'Epine, près de Châlons-sur-Marne, 1825.
- Mémoire historique et descriptif sur l'ancienne église de Saint-Nicaise de Reims, Châlons, Boniez-Lambert, 1825.
- Tableau historique et statistique de la montagne et du village de Brimont, 1826.
- Tableau historique, statistique et topographique de la montagne de St Lié et des villages de Villedomange et Sacy,... , 1828.
- Description historique, statistique et topographique de Rilly-la-Montagne, 1831.
- Anciennes croix de Reims, 1895.

- Description étymologique et topographique de Reims, manuscript en quatre tomes, 1822, déposés à la bibliothèque Carnegie (Reims).

## Source
Cet article contient des extraits d'un document provenant du site La Vie rémoise qui autorise l'utilisation de son contenu sous licence GFDL.